# Basan

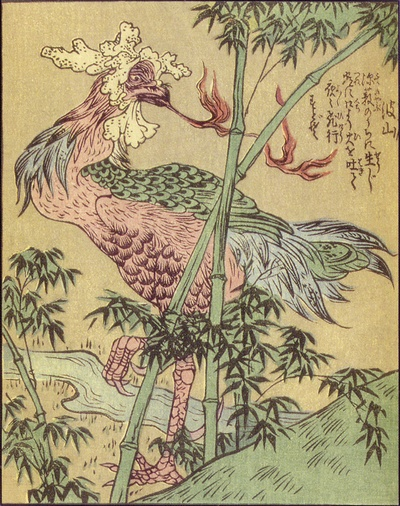
O basan como foi ilustrado no Ehon Hyaku Monogatari.

Basan é um youkai que se parece com uma galinha. Ela foi desenhada no Ehon Hyaku Monogatari, de  Toriyama Sekien, como uma grande galinha com penas vermelhas que cospe fogo-fantasma pela boca. Ela vive nas montanhas da Província de Iyo (atual Ehime)

## Referencias
- Livedoor